# Diploderma
Diploderma är ett släkte av svampar. Diploderma ingår i familjen Diplocystidiaceae, ordningen Boletales, klassen Agaricomycetes, divisionen basidiesvampar och riket svampar.
|            | Astraeus                                |
|            |                                         |
|            | Endogonopsis                            |
|            |                                         |
|            | Tremellogaster                          |
|            |                                         |
|            | Diplocystis                             |
|            |                                         |
| Diploderma | \| \| Diploderma avellaneum \| \| \| \| |
|            | \| \| Diploderma avellaneum \| \| \| \| |
|            | Diploderma avellaneum                   |
|            |                                         |

|  | Diploderma avellaneum |
|  |                       |